# Leo-díj
A Leo-díj (Leo Award) egy évente, általában május hónapban átadott díj, mellyel Brit Columbia legjobb filmjeit, televíziós műsorait jutalmazzák.
A Leo-díjat 1999-ben alapították, a Motion Picture Arts and Sciences Foundation of British Columbia nevű szervezet programja. A Leo-díjat azért hozták létre, hogy támogassák és elismertséget szerezzenek a film és televíziós producereknek, íróknak, rendezőknek, előadóknak. Szponzora Brit Columbia tartomány, valamint a Union of B.C. Performers és a Northwest Imaging & FX nevű társaságok.
A Leo-díj tartalmaz:
- 17 dráma sorozat kategóriát
- 14 film kategóriát
- 13 rövid dráma kategóriát
- 10 dokumentumfilm vagy sorozat kategóriát
- 5 információs vagy életstílus sorozat kategóriát
- 5 animációs film vagy sorozat kategóriát
- 5 fiataloknak vagy gyermekeknek szóló film vagy sorozat kategóriát
- 4 zenei, komédia vagy varieté film vagy sorozat kategóriát
- 2 beszélgetős sorozat kategóriát
- 1 tanuló produkció kategóriát
- 1 zenei videó kategóriát

A Leo-díjjal egyaránt jutalmaznak csoportot vagy személyt is a kiemelkedő teljesítményekért.

## Külső hivatkozások
- A Leo-díj hivatalos weboldala